# Moerasrolklaver
Moerasrolklaver (Lotus pedunculatus, synoniemen: Lotus uliginosus, Lotus major) is een plantensoort uit de vlinderbloemenfamilie (Fabaceae). De soort komt van nature voor in Eurazië en Noord-Afrika. De soort werd tussen 1859 en 1862 voor het eerst in Nederland ontdekt bij Loenen. De plant werd in het toen net nieuwe en snel populair wordende boekwerk 'De flora van Nederland', door C.A.J.A. Oudemans opgenomen als nieuwe inlandsche plant. De moerasrolklaver wordt daar 'Groote rolklaver' (Lotus major) genoemd.

## Kenmerken
Moerasrolklaver is een vaste, kruidachtige plant die een lengte bereikt van 30-100 cm. Ze heeft gestreepte, behaarde, opstijgende of klimmende, vaak holle stengels en vijftallig samengestelde bladeren. De blaadjes zijn aan de randen behaard met lange afstaande haren. De plant vormt ondergrondse uitlopers. Op de wortels komt een blaasvormige mycorrhiza voor.
Moerasrolklaver bloeit van juni tot in augustus met gele of roodaangelopen bloemen. De kelktanden staan voor de bloei stervormig uiteen. De kroonbladen zijn ongeveer 11 mm lang. De bloemen staan met vier tot veertien in een hoofdje.
De vrucht is een ronde, 15-25 mm lange peul. De zaden zijn groengeel tot donkerbruin.
Het aantal chromosomen is 2n = 12.

## Ecologie
Moerasrolklaver komt voor tussen het gras, aan waterkanten en opengekapte plekken op vochtige tot natte, zwak zure (pH van 4,5-7,5), mesotrofe grond.

### Syntaxonomie
In de syntaxonomie staat moerasrolklaver te boek als kensoort voor het dotterbloem-verbond (Calthion palustris), een verbond van plantengemeenschappen van bloemrijke, drassige graslanden op mineraalrijke bodems.

## Toepassing
Moerasrolklaver kan ingezaaid gebruikt worden voor veevoederwinning.

## Fotogalerij

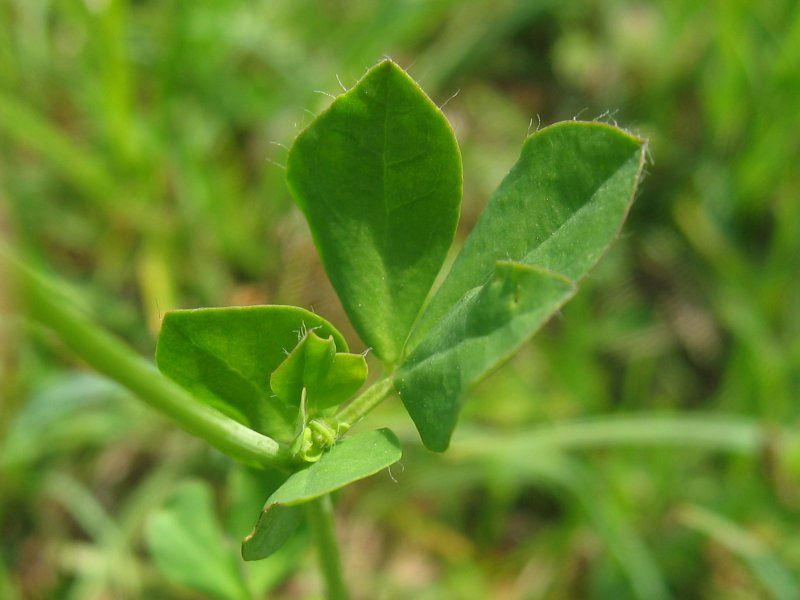
Blad met blaadjes
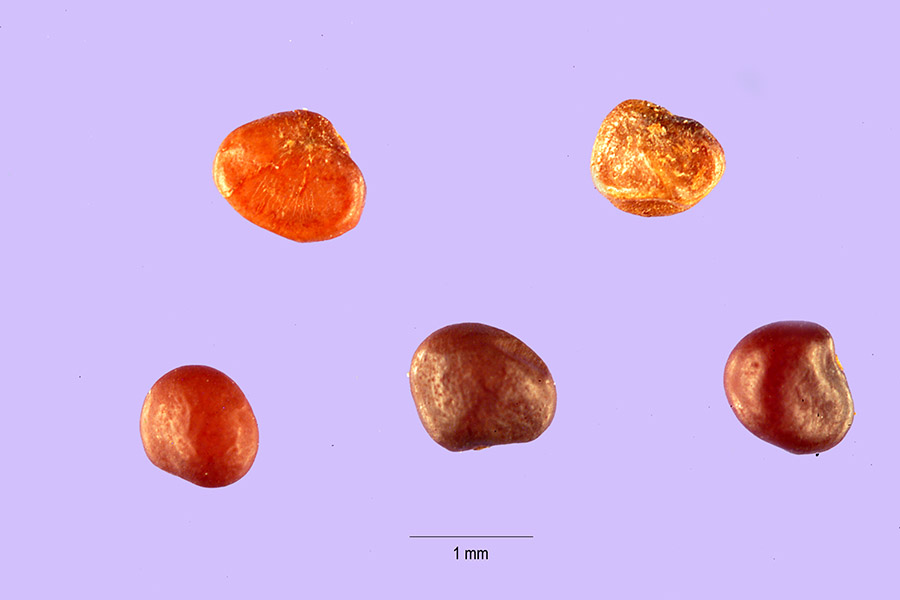
Zaden
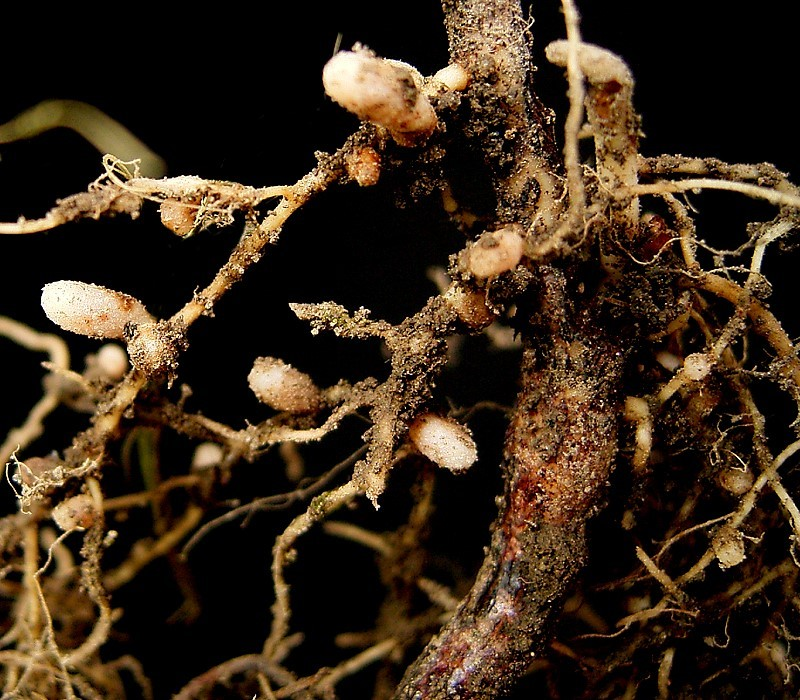
Stikstofwortelknolletjes